# Caminho Português de Santiago

Caminhos Portugueses de Santiago em Portugal

Caminho Português de Santiago, Caminhos de Santiago dos Portugueses ou simplesmente Caminho Português são designações das rotas de peregrinação com origem em Portugal e destino ao túmulo do apóstolo Santiago Maior na Catedral de Santiago de Compostela, no centro da Galiza. É um dos vários Caminhos de Santiago, o conjunto de rotas de peregrinação milenar mais importante da Europa, classificados desde 1998 como Património Mundial pela UNESCO.
É frequente que a designação de Caminho Português se refira apenas às rotas em território galego, embora num contexto mais alargado, essa designação se possa aplicar também às rotas que percorrem todo o território português, do Algarve até a Trás-os-Montes e Minho.

## Em Portugal
O Caminho Português de Santiago integra quatro itinerários diferentes de peregrinação:
- Caminho Português Interior de Santiago (CPIS): percorre 205 quilómetros de Viseu até Chaves no território português, e 180 desde a fronteira com a Galiza (Vilarelho da Raia) até Santiago de Compostela, utilizando a Via da Prata[1].

- Caminho Central Português: passa por Lisboa, Coimbra e o Porto, sendo o caminho mais percorrido no país.

- Caminho de Torres de Villaroel: em homenagem ao escritor de Salamanca Diego de Torres Villaroel, este percurso percorre 600 quilómetros desde Amarante[2].

- Portugal Via Nascente: partindo de Tavira, este percurso de 645 quilómetros atravessa o país até Trancoso.

- Caminho Português da Costa: percorre 149,5 quilómetros do Porto até Valença no território português[3].

## Na Galiza
Rotas costeiras

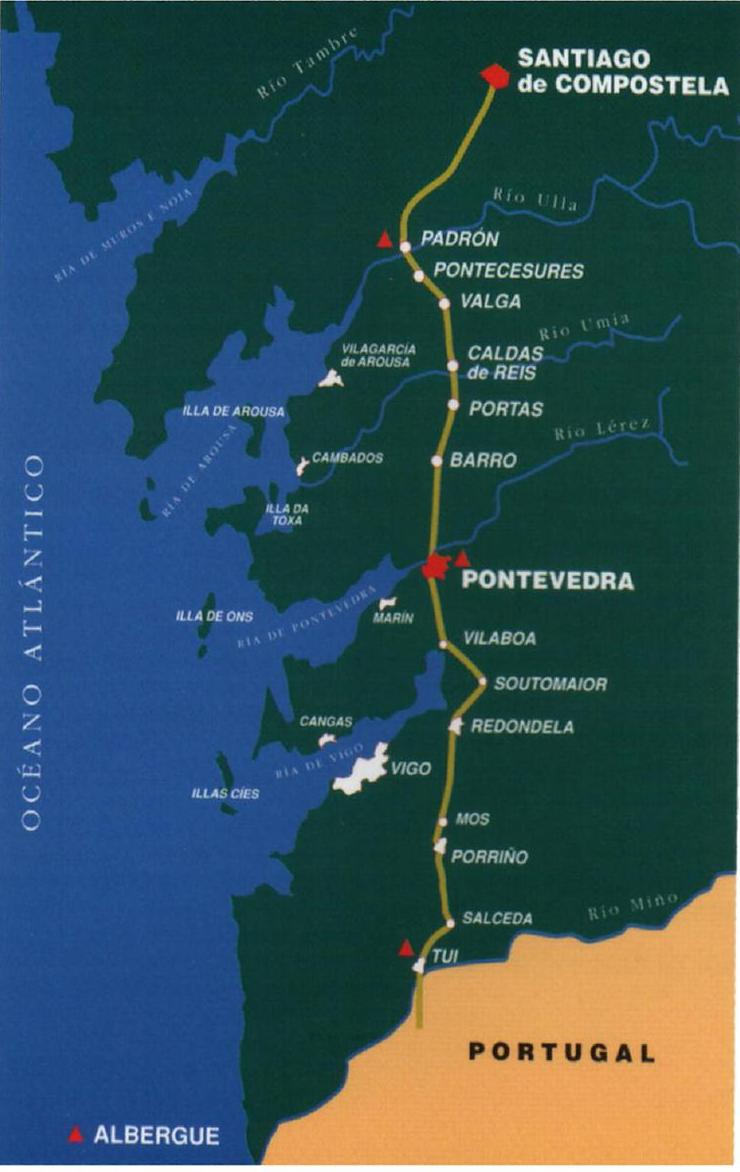
Mapa da Rota da Costa do Caminho Português de Santiago na Galiza

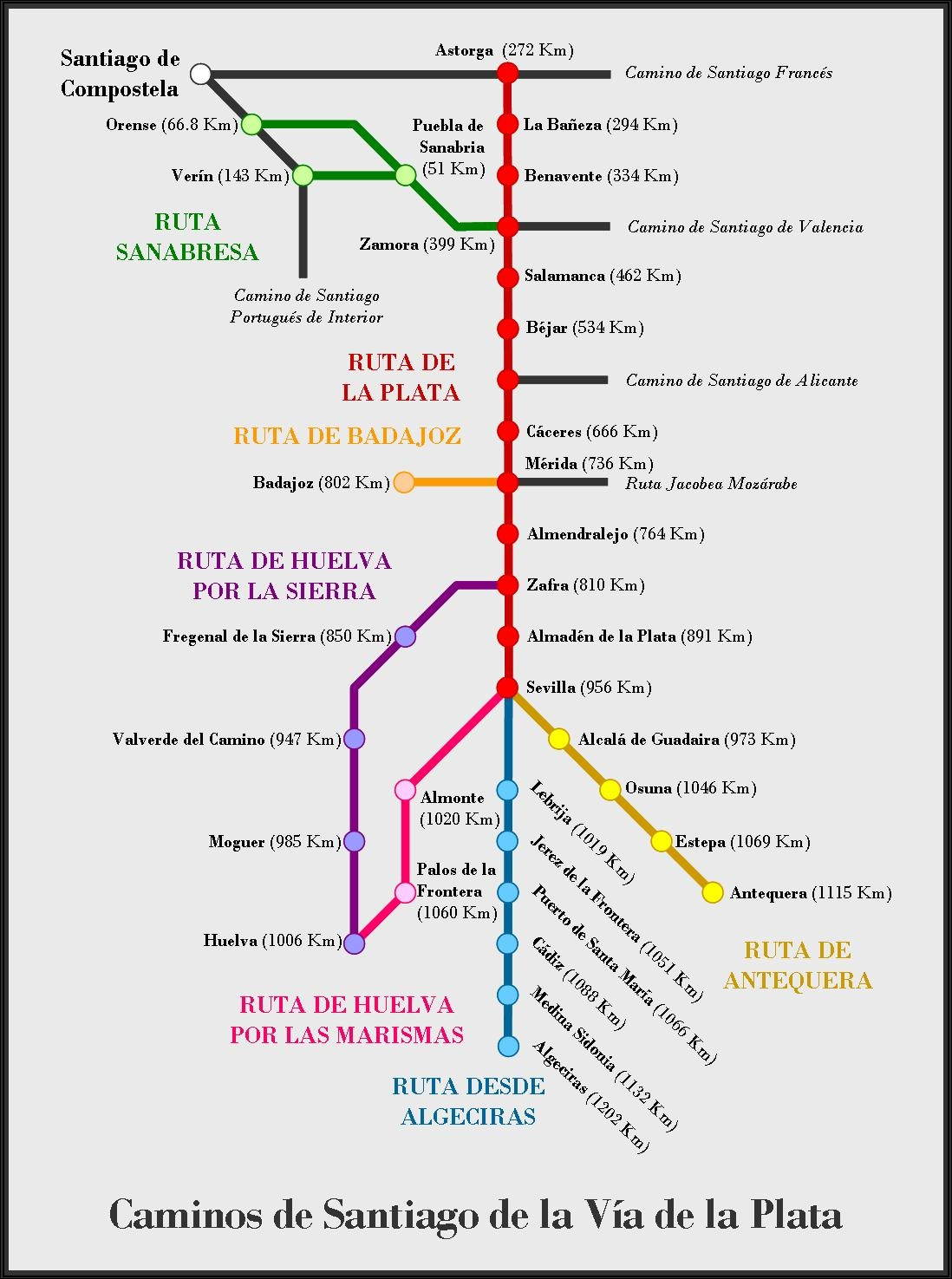
Mapa dos Caminhos de Santiago da Prata

Os percursos das rotas costeiras do Caminho Português na Galiza são a continuação das rotas usadas pelos peregrinos provenientes do eixo Lisboa-Coimbra-Porto, que entram na Galiza cruzando o rio Minho.
No início a entrada em território galego era sempre feita por Tui, situada na margem do rio Minho oposta a Valença, pois só ali existia uma ponte sobre o rio. Com a construção da ponte de Vila Nova de Cerveira-Goián e da criação do serviço de ferryboats entre Caminha e A Guarda, estas localidades passaram também a ser usadas pelos peregrinos como ponto de entrada na Galiza
Rotas do interior
Estes caminhos históricos eram usados pelos peregrinos portugueses que encaminhavam a Santiago de Compostela através das rotas do interior de Portugal, alcançando os Caminhos espanhóis através do Caminho de Santiago Sanabrês (que deve o seu nome a Puebla de Sanabria, perto de Bragança), também chamado Caminho Galego do Sul, ou Caminho Moçárabe, embora esta última designação também seja aplicada às rotas que percorrem o sul e centro da Península Ibérica. Algumas das rotas portuguesas do interior, por vezes designadas Caminho da Prata de Portugal, desembocavam no Caminho de Santiago da Prata (ou  Ruta Jacobea de la Vía de la Plata), cujo eixo era a Via da Prata, paralela à fronteira luso-espanhola.
Para muitos autores, o percurso do Caminho de Santiago entre Ourense e Santiago de Compostela faz também parte do Caminho Sanabrês. Por este percurso, os peregrinos provenientes de Portugal entram na Galiza por Verín, situada 15 km a norte da fronteira de Chaves.
No território espanhol, todas estes percursos estão devidamente assinalados e estão dotados de infraestruturas para os peregrinos, nomeadamente trilhos e albergues.

### Rota da costa desde Tui

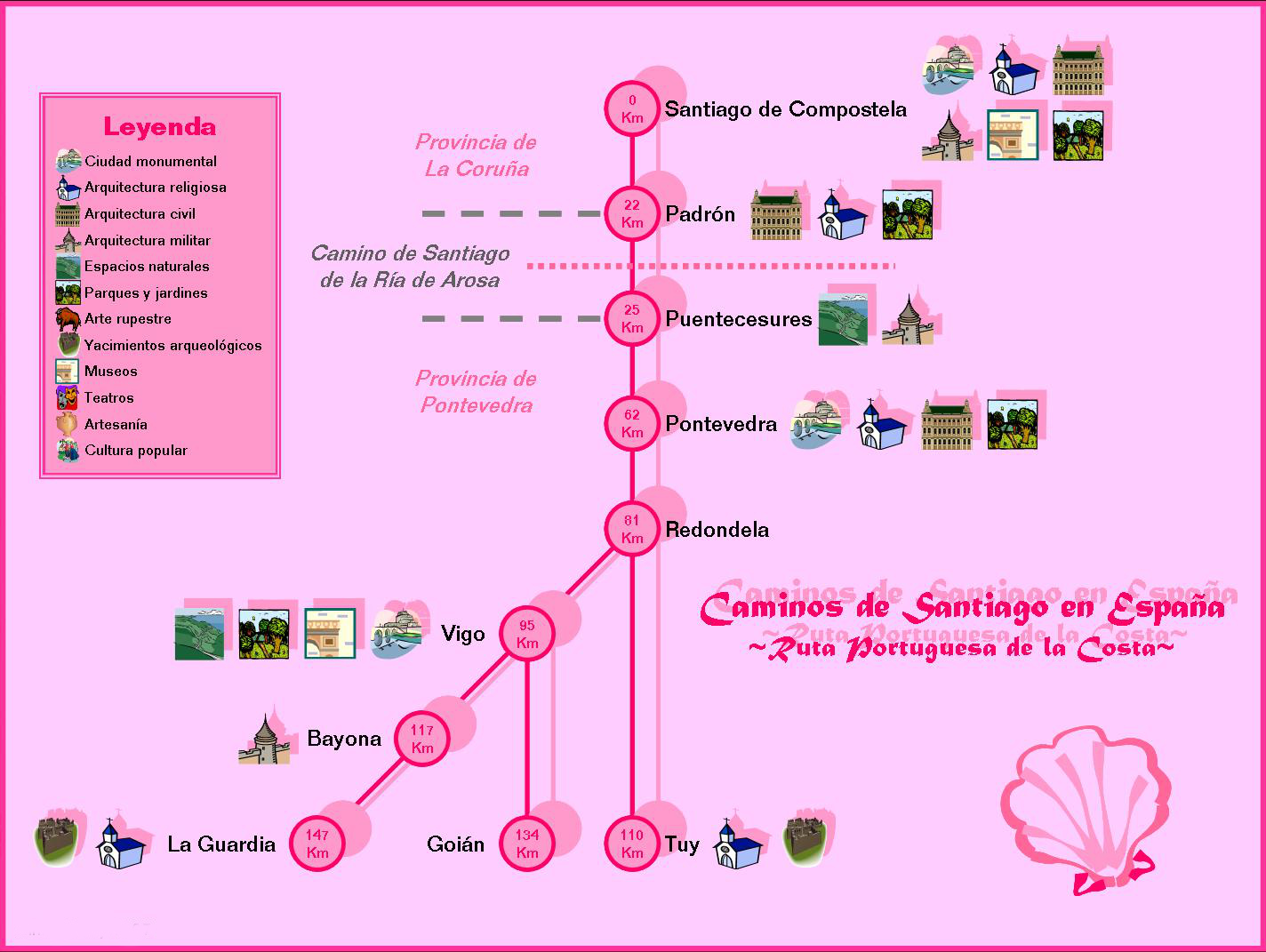
Mapa do Caminho Português da Costa

| Povoação                          | Província  | Distâncias (km) | Distâncias (km) |
| Povoação                          | Província  | Troço           | até Santiago    |
| --------------------------------- | ---------- | --------------- | --------------- |
| Tui                               | Pontevedra | &nbsp;          | 107             |
| Ribadelouro                       | Pontevedra | 6 \|            | 101             |
| O Porriño                         | Pontevedra | 7 \|            | 94              |
| Mos                               | Pontevedra | 5 \|            | 89              |
| Enxertade (Mos)                   | Pontevedra | 5 \|            | 84              |
| Redondela                         | Pontevedra | 6 \|            | 78              |
| O Viso (Redondela)                | Pontevedra | 3 \|            | 75              |
| Ponte Sampaio                     | Pontevedra | 4 \|            | 71              |
| Pontevedra                        | Pontevedra | 12 \|           | 59              |
| Alba (Pontevedra)                 | Pontevedra | 3 \|            | 56              |
| Tibo (Caldas de Reis)             | Pontevedra | 16 \|           | 40              |
| Caldas de Reis                    | Pontevedra | 1 \|            | 39              |
| Carracedo (Caldas de Reis)        | Pontevedra | 6 \|            | 33              |
| Valga                             | Pontevedra | 4 \|            | 29              |
| Pontecesures                      | Pontevedra | 4 \|            | 25              |
| Padrón                            | Corunha    | 3 \|            | 22              |
| Iria Flávia (Padrón)              | Corunha    | 3 \|            | 19              |
| Santuário da Escravitude (Padrón) | Corunha    | 3 \|            | 16              |
| Rúa dos Francos(Teo)              | Corunha    | 7 \|            | 9               |
| Santiago de Compostela            | Corunha    | 9 \|            | 0               |

### Rota da costa desde Goián
| Povoação                                                    | Província  | Distâncias (km) | Distâncias (km) |
| Povoação                                                    | Província  | Troço           | até Santiago    |
| ----------------------------------------------------------- | ---------- | --------------- | --------------- |
| Goián (Tomiño)                                              | Pontevedra | &nbsp;          | 132             |
| Tomiño                                                      | Pontevedra | 6 \|            | 126             |
| Gondomar                                                    | Pontevedra | 15 \|           | 111             |
| Vigo                                                        | Pontevedra | 8 \|            | 93              |
| Redondela                                                   | Pontevedra | 14 \|           | 79              |
| (a partir de Redondela o percurso é o mesmo da rota de Tui) |            |                 |                 |

### Rota da costa desde A Guarda
| Povoação                                                    | Província  | Distâncias (km) | Distâncias (km) |
| Povoação                                                    | Província  | Troço           | até Santiago    |
| ----------------------------------------------------------- | ---------- | --------------- | --------------- |
| A Guarda                                                    | Pontevedra | &nbsp;          | 151             |
| O Rosal                                                     | Pontevedra | 6 \|            | 145             |
| Oia                                                         | Pontevedra | 13 \|           | 132             |
| Baiona                                                      | Pontevedra | 18 \|           | 114             |
| Nigrán                                                      | Pontevedra | 7 \|            | 107             |
| Vigo                                                        | Pontevedra | 14 \|           | 93              |
| Redondela                                                   | Pontevedra | 14 \|           | 79              |
| (a partir de Redondela o percurso é o mesmo da rota de Tui) |            |                 |                 |

### Rota pelo interior

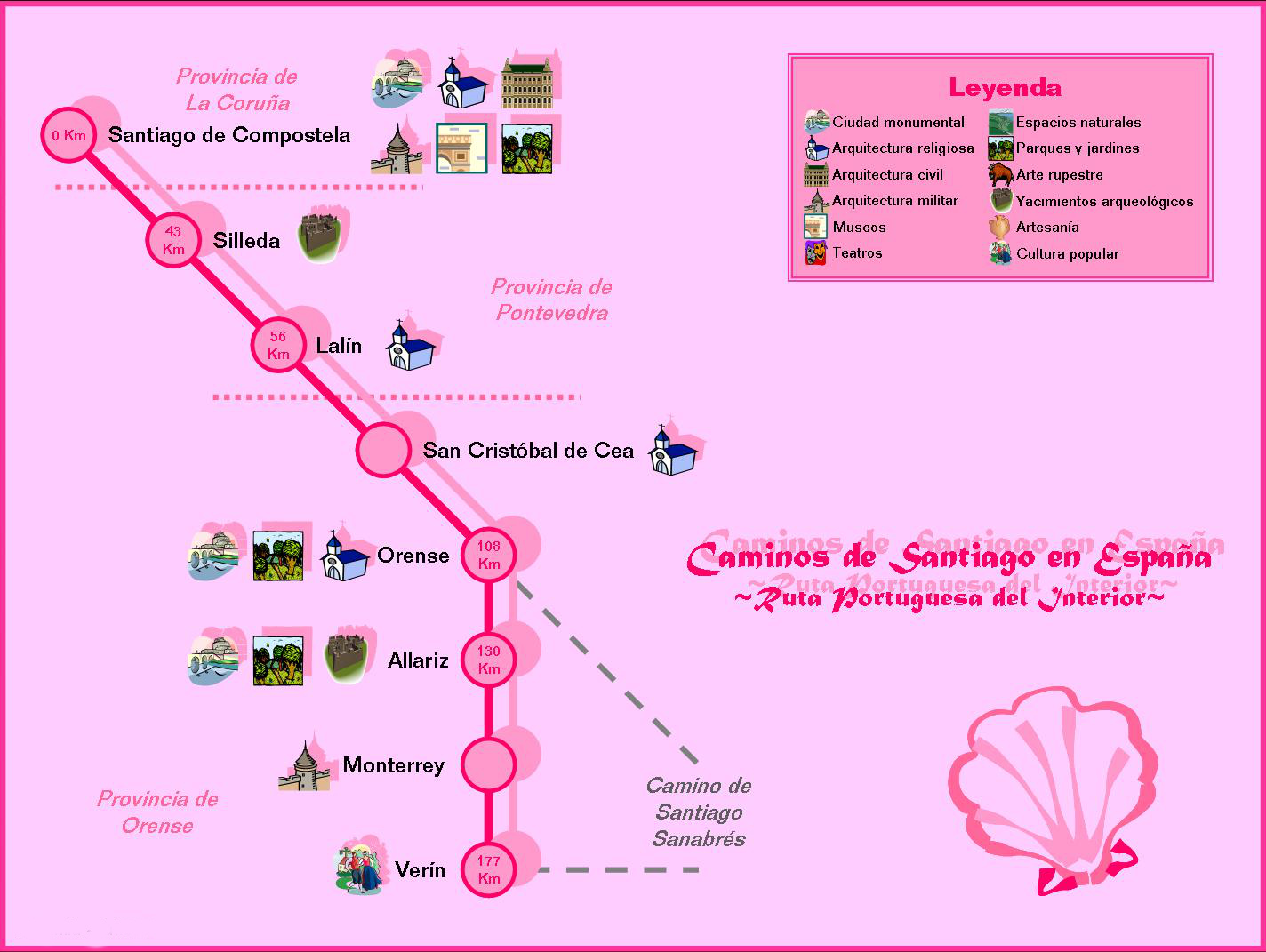
Mapa do Caminho Português pelo interior

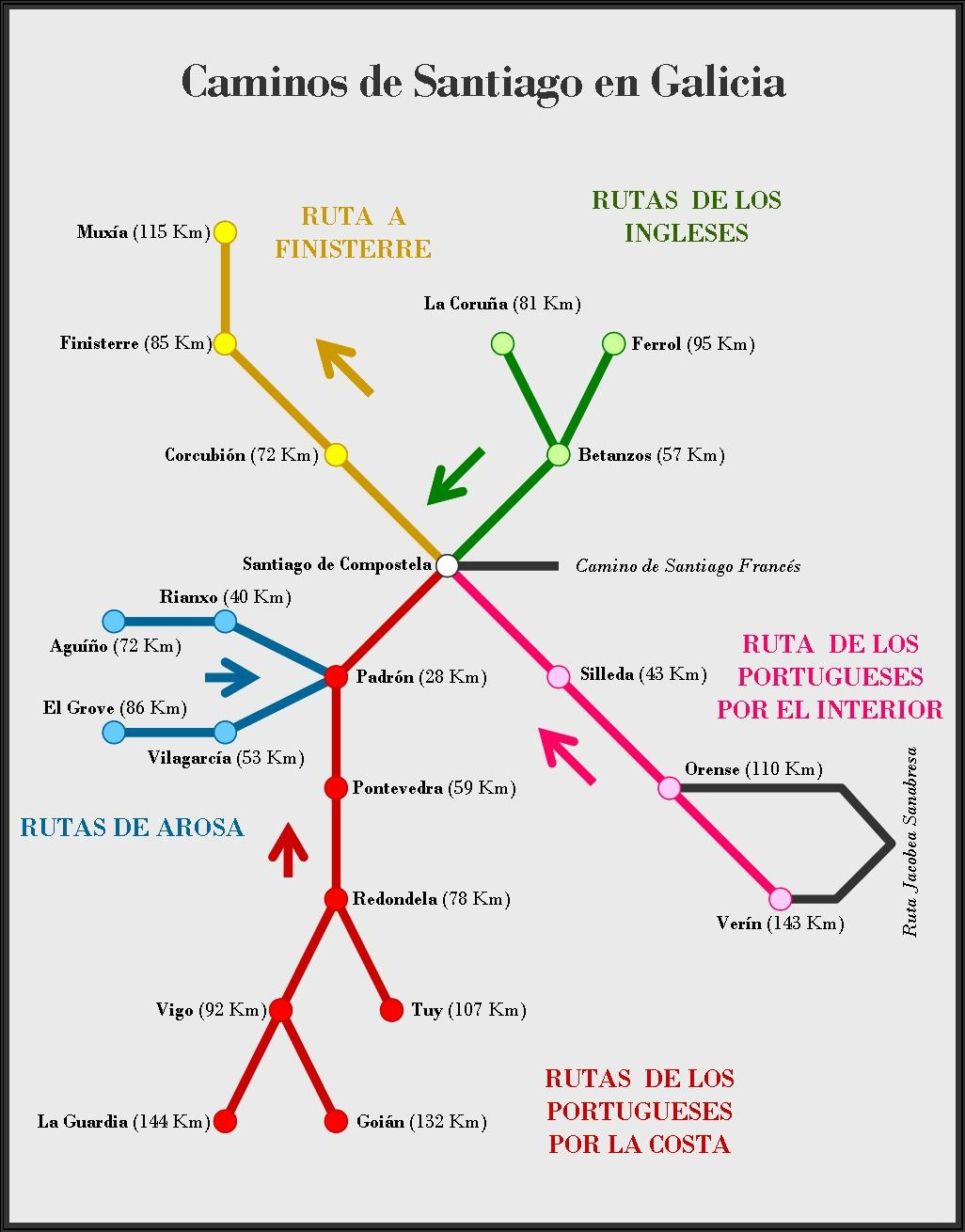
Caminhos de Santiago na Galiza

| Povoação                             | Província  | Distâncias (km) | Distâncias (km) |
| Povoação                             | Província  | Troço           | até Santiago    |
| ------------------------------------ | ---------- | --------------- | --------------- |
| Verín                                | Ourense    | &nbsp;          | 233             |
| Monterrei                            | Ourense    | 4 \|            | 229             |
| Albarellos (Monterrei)               | Ourense    | 7 \|            | 222             |
| Rebordondo (Cualedro)                | Ourense    | 2 \|            | 214             |
| Trasmiras                            | Ourense    | 8 \|            | 206             |
| Zos (Trasmiras)                      | Ourense    | 6 \|            | 200             |
| Boado (Xinzo de Limia)               | Ourense    | 4 \|            | 196             |
| Xinzo de Limia                       | Ourense    | 5 \|            | 191             |
| Vilariño das Poldras (Sandiás)       | Ourense    | 6 \|            | 185             |
| Couso de Limia (Sandiás)             | Ourense    | 1 \|            | 184             |
| Sandiás                              | Ourense    | 2 \|            | 182             |
| Piñeira de Arcos (Sandiás)           | Ourense    | 3 \|            | 179             |
| Coedo (Allariz)                      | Ourense    | 2 \|            | 177             |
| Torneiros (Allariz)                  | Ourense    | 5 \|            | 172             |
| San Salvador de Penedós (Allariz)    | Ourense    | 2 \|            | 170             |
| Alhariz                              | Ourense    | 7 \|            | 163             |
| Roiriz de Abaixo (Allariz)           | Ourense    | 2 \|            | 161             |
| Roiriz de Arriba (Allariz)           | Ourense    | 1 \|            | 160             |
| Turzás (Allariz)                     | Ourense    | 4 \|            | 156             |
| A Vila (Allariz)                     | Ourense    | 3 \|            | 153             |
| Armeá (Allariz)                      | Ourense    | 0 \|            | 153             |
| Santiago de Rabeda (Taboadela)       | Ourense    | 7 \|            | 146             |
| Abeledo (Taboadela)                  | Ourense    | 0 \|            | 146             |
| Pereiras (Taboadela)                 | Ourense    | 2 \|            | 144             |
| Ponte Noalla (San Cibrao das Viñas)  | Ourense    | 7 \|            | 137             |
| Ourense                              | Ourense    | 7 \|            | 130             |
| Cudeiro (Ourense)                    | Ourense    | 5 \|            | 125             |
| Tamallancos (Vilamarín)              | Ourense    | 11 \|           | 114             |
| Sobreira (Vilamarín)                 | Ourense    | 4 \|            | 110             |
| Casas Novas (San Cristovo de Cea)    | Ourense    | 6 \|            | 104             |
| San Cristovo de Cea                  | Ourense    | 2 \|            | 102             |
| Porto do Souto (San Cristovo de Cea) | Ourense    | 1 \|            | 101             |
| Cotela (San Cristovo de Cea)         | Ourense    | 2 \|            | 99              |
| Piñor                                | Ourense    | 2 \|            | 97              |
| Carballeda de Avia (Piñor)           | Pontevedra | 5 \|            | 92              |
| Castro (Dozón)                       | Pontevedra | 10 \|           | 82              |
| A Xesta (Lalín)                      | Pontevedra | 9 \|            | 71              |
| Botos (Lalín)                        | Pontevedra | 4 \|            | 67              |
| Lalín                                | Pontevedra | 4 \|            | 63              |
| Donsión (Lalín)                      | Pontevedra | 5 \|            | 58              |
| Prado (Lalín)                        | Pontevedra | 4 \|            | 54              |
| Silleda                              | Pontevedra | 6 \|            | 48              |
| Foxo (Silleda)                       | Pontevedra | 4 \|            | 44              |
| Margaride (Silleda)                  | Pontevedra | 3 \|            | 41              |
| Chapa (Silleda)                      | Pontevedra | 6 \|            | 35              |
| Bandeira (Silleda)                   | Pontevedra | 2 \|            | 33              |
| Piñeiro (Silleda)                    | Pontevedra | 2 \|            | 31              |
| Loimil (A Estrada)                   | Pontevedra | 3 \|            | 28              |
| Oca (A Estrada)                      | Pontevedra | 1 \|            | 27              |
| Castrotión (Silleda)                 | Pontevedra | 2 \|            | 26              |
| Valboa (A Estrada)                   | Pontevedra | 1 \|            | 25              |
| Arnois (A Estrada)                   | Pontevedra | 1 \|            | 24              |
| A Ponte Ulla (Vedra)                 | Corunha    | 2 \|            | 22              |
| A Foz (Vedra)                        | Corunha    | 2 \|            | 20              |
| Francés (Vedra)                      | Corunha    | 1 \|            | 19              |
| Cumbraos (Vedra)                     | Corunha    | 0 \|            | 19              |
| Sobredo (Vedra)                      | Corunha    | 2 \|            | 17              |
| Lestedo (Boqueixón)                  | Corunha    | 2 \|            | 15              |
| Ruibal (Boqueixón)                   | Corunha    | 1 \|            | 14              |
| A Susana (Santiago de Compostela)    | Corunha    | 3 \|            | 11              |
| Paradela (Santiago de Compostela)    | Corunha    | 2 \|            | 9               |
| Corexo (Santiago de Compostela)      | Corunha    | 2 \|            | 7               |
| Piñeiro (Santiago de Compostela)     | Corunha    | 2 \|            | 5               |
| Sar (Santiago de Compostela)         | Corunha    | 3 \|            | 2               |
| Santiago de Compostela               | Corunha    | 2 \|            | 0               |

### Rota pelo interior: variante por Mandrás
| Povoação                          | Província | Distâncias (km) | Distâncias (km) |
| Povoação                          | Província | Troço           | até Santiago    |
| --------------------------------- | --------- | --------------- | --------------- |
| Ourense                           | Ourense   | &nbsp;          | 126             |
| Quintela (Ourense)                | Ourense   | 3 \|            | 123             |
| Liñares (Amoeiro)                 | Ourense   | 4 \|            | 119             |
| Cimadevilla (Amoeiro)             | Ourense   | 5 \|            | 114             |
| Mandrás (San Cristovo de Cea)     | Ourense   | 5 \|            | 109             |
| Casas Novas (San Cristovo de Cea) | Ourense   | 5 \|            | 104             |

### Rota pelo interior: variante por Oseira
| Povoação                     | Província  | Distâncias (km) | Distâncias (km) |
| Povoação                     | Província  | Troço           | até Santiago    |
| ---------------------------- | ---------- | --------------- | --------------- |
| San Cristovo de Cea          | Ourense    | &nbsp;          | 102             |
| Oseira (San Cristovo de Cea) | Ourense    | 3 \|            | 91              |
| Coiras (Piñor)               | Ourense    | 3 \|            | 88              |
| Castro (Dozón)               | Pontevedra | 6 \|            | 82              |